# Beror Chajil
Beror Chajil (hebr. ברור חיל; pol. Pytający Żołnierze; oficjalna pisownia w ang. Bror Hayil) – kibuc położony w Samorządzie Regionu Sza’ar ha-Negew, w Dystrykcie Południowym, w Izraelu. Członek Ruchu Kibuców (Ha-Tenu’a ha-Kibbucit).

## Położenie
Kibuc jest położony na pograniczu nadmorskiej równiny z pustynią Negew. Na północy przepływa strumień Brora, a na południu jest wadi strumienia Oblique. Kibuc jest położony w odległości 15 kilometrów od Morza Śródziemnego, i 8 kilometrów od granicy Strefy Gazy.
W jego otoczeniu znajduje się miasto Sederot, kibuce Or ha-Ner, Gewaram i Dorot, moszawy Chelec i Telamim, oraz wioska młodzieżowa Ibim.

## Demografia
Liczba mieszkańców Beror Chajil:

## Historia
Kibuc został założony 20 kwietnia 1948 przez grupę żydowskich żołnierzy, do których 5 maja dołączyli cywilni imigranci z Egiptu. Wkrótce potem dołączyli do nich jeszcze imigranci z Brazylii. Ziemię zakupił Żydowski Fundusz Narodowy. W tych ostatnich dniach wojny domowej w Mandacie Palestyny w okolicy tej dochodziło do licznych incydentów zbrojnych, pomimo to kibuc przetrwał, a jego obronę wzmocniono żołnierzami Palmach. 12 maja żydowscy żołnierze zaatakowali i zdobyli sąsiednią arabską wioskę Burajr. Istnieją relacje mówiące, że podczas zdobywania wioski doszło do masakry ludności arabskiej. Wszyscy mieszkańcy uciekli następnie do Strefy Gazy, a budynki wioski wyburzono.
Na początku I wojny izraelsko-arabskiej w maju 1948 wojska egipskie odcięły kibuc Beror Chajil, który znalazł się w żydowskiej enklawie izolowanej na pustyni Negew. Kibuc doznał dużych strat od ostrzału egipskiej artylerii. Zaopatrzenie było dostarczane drogą powietrzną. Dopiero w październiku Siły Obronne Izraela zdołały przebić się przez egipskie linie i dotrzeć do kibucu. Po wojnie Beror Chajil został odbudowany.
W latach 90. XX wieku kibuc znalazł się w kryzycie ekonomicznym. Zmusiło to jego członków do przeprowadzenia restrukturyzacji i prywatyzacji. Obecnie w północno-wschodniej części trwają prace budowlane domów, które będą wystawione na komercyjną sprzedaż.

## Kultura i sport

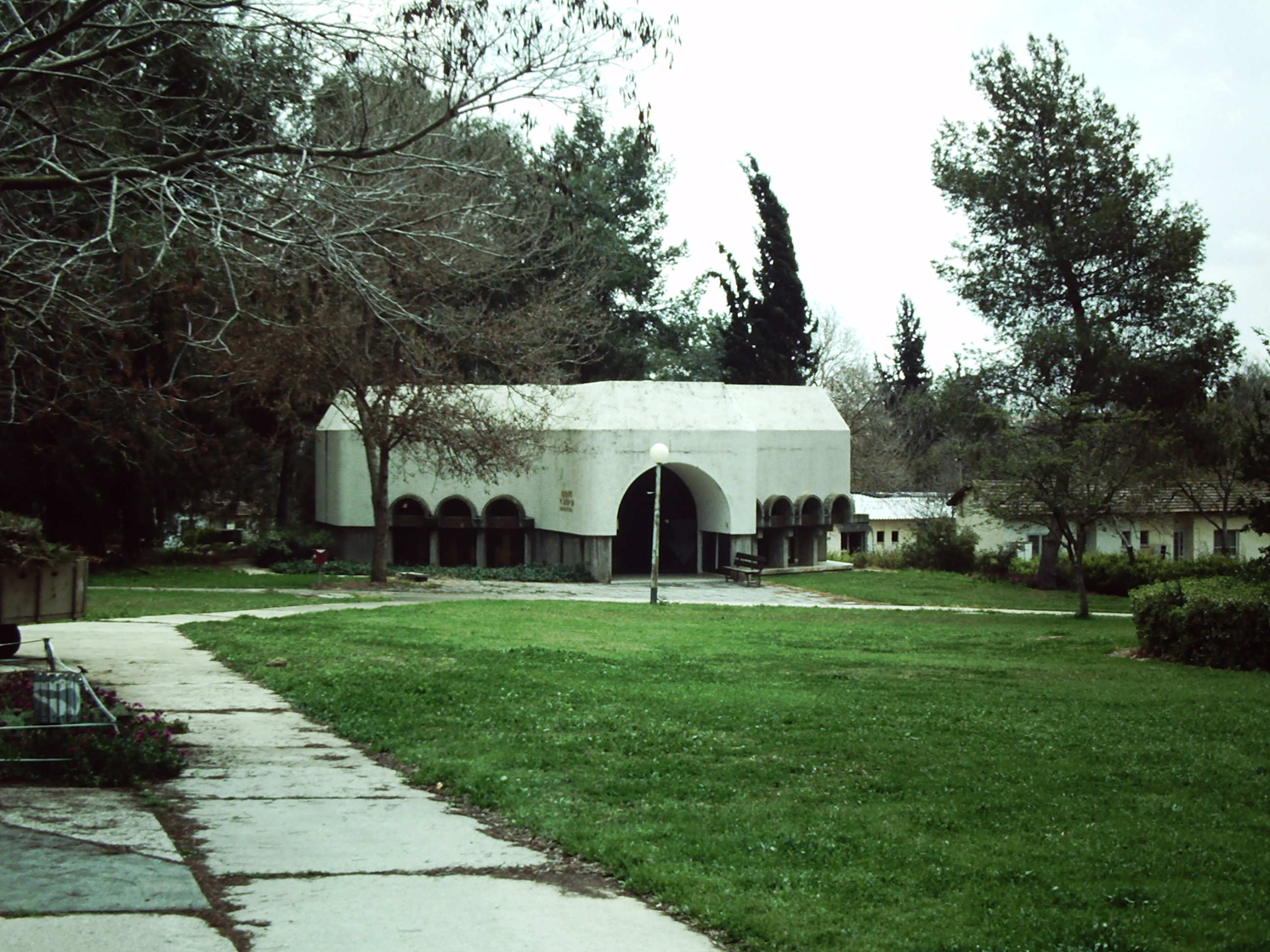
Synagoga w Beror Chajil

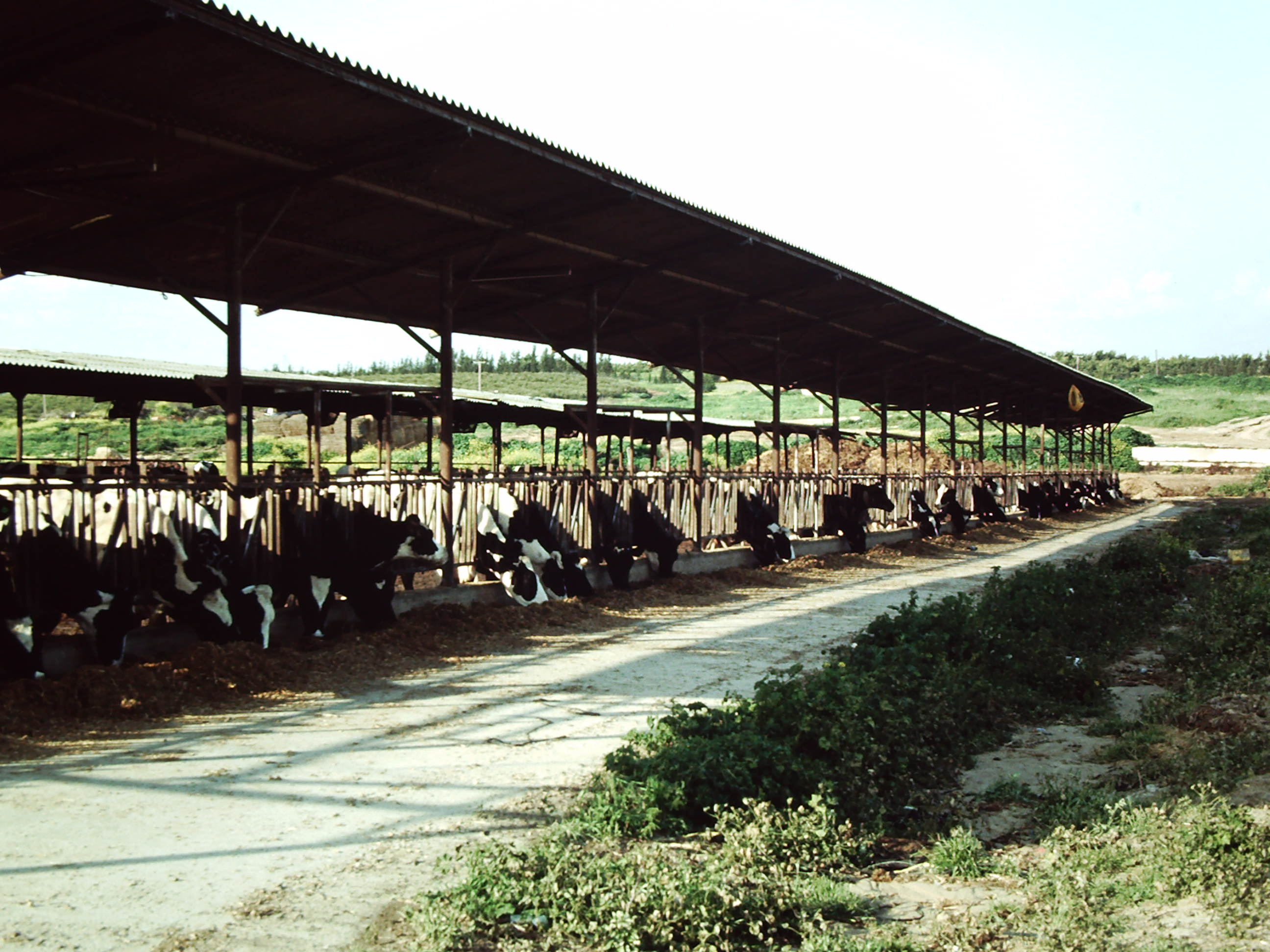
Hodowla bydła w Beror Chajil

W kibucu znajduje się ośrodek kultury z biblioteką. Z obiektów sportowych jest basen kąpielowy, sala sportowa i boisko do piłki nożnej.

## Edukacja
Kibuc utrzymuje przedszkole.

## Religia
Kibuc posiada własną synagogę i mykwę.

## Gospodarka
Większość mieszkańców pracuje poza kibucem, najczęściej w okolicznych zakładach przemysłowych. Lokalna gospodarka opiera się na rolnictwie, sadownictwie, uprawach w szklarniach, oraz hodowli bydła mlecznego i drobiu.
Z firm znajduje się tutaj siedziba firmy produkującej oprogramowanie komputerowe. Rozwijane są także usługi turystyczne (spa).

## Infrastruktura
W kibucu znajduje się ośrodek zdrowia i sklep wielobranżowy.

## Komunikacja
Z kibucu wyjeżdża się na zachód na drogę nr 232, którą jadąc na południowy zachód dojeżdża się do miasta Sederot, lub jadąc na północ dojeżdża się do skrzyżowania z drogą nr 252 prowadzącą na wschód do moszawów Chelec i Telamim.